# Selepa picilinea
Selepa picilinea är en fjärilsart som beskrevs av Turner 1939. Selepa picilinea ingår i släktet Selepa och familjen trågspinnare. Inga underarter finns listade i Catalogue of Life.